# Forsterinaria boliviana
Forsterinaria boliviana is een vlinder uit de onderfamilie Satyrinae van de familie Nymphalidae.
De voorvleugellengte  van de imago bedraagt 24 tot 27 millimeter. De soort komt voor van Ecuador tot Bolivia.
De wetenschappelijke naam van de soort is, als Euptychia boliviana, voor het eerst geldig gepubliceerd in 1905 door Frederick DuCane Godman.